# Řád slona

Řád slona (vnější) spolu s Řádem Dannebrog na erbu krále Frederika IV.

Řád slona (dánsky Elefantordenen) je nejvyšší dánské státní vyznamenání udělované členům královské rodiny a nebo téměř výhradně cizím státním představitelům. Řád slona byl založen dánským králem Kristiánem I. již roku 1462. Dnešní řádový statut byl řádu přidělen 1. prosince 1693 králem Kristiánem V. Další významná změna stanov proběhla v roce 1958, kdy bylo umožněno ženám stávat se členkami řádu.
Řád má pouze třídu rytířů Řádu slona (Ridder af Elefantordenen). Insignie řádu patří mezi nejvýznamnější faleristické předměty a to zejména proto, že se vždy po smrti nositele insignie vrací do Dánska.
Na českém území ho nosili jen tři lidé: Tycho Brahe, Karel Filip Schwarzenberg a Tomáš Garrigue Masaryk.

## Insignie
Insignie jediné rytířské třídy řádu se skládají z hvězdy a odznaku, který je nošen na velkostuze nebo při výjimečných příležitostech na řetězu.
- Řádový odznak zpodobňující slona je vytvořen z bíle smaltovaného zlata a je vysoký okolo pěti centimetrů. Slon na svých zádech nese pozorovací věž, před níž sedí Maur se zlatým kopím. Na pravém boku slona je umístěn diamantový kříž a na levém (který není vidět) je monogram panovníka, který řád udělil.
- Hvězda je osmicípá a stříbrná. Ve středu je umístěn diamantový kříž na červeně provedeném kruhu, který je obtočen stříbrným vavřínovým věncem. Hvězda se nosí na levé straně hrudníku.
- Řetěz je zlatý, skládá se střídavé z dílů představujících slona a věž. Slon má přes sebe přehozenou pokrývku, na které je písmeno D, které symbolizuje počáteční písmeno latinského výrazu pro Dánsko (Dania nebo středověkého Dacia).
- Velkostuha je vyráběna ze světlemodrého hedvábného moaré v šířce deseti centimetrů, přičemž ženská verze je široká 6–7 centimetrů. Stuha při nošení splývá z levého ramena na pravý bok.